# Чемпіонат Азії та Океанії з хокею із шайбою серед юніорів 1997
Чемпіонат Азії та Океанії з хокею із шайбою серед юніорів 1997 — 14-й розіграш чемпіонату Азії та Океанії з хокею серед юніорських команд. Чемпіонат приймала столиця Південної Кореї Сеул. Турнір проходив з 14 по 17 березня 1997 року.

## Підсумкова таблиця
| М | Команда        | І | В | Н | П | ШЗ | ШП | Різ | О |
| - | -------------- | - | - | - | - | -- | -- | --- | - |
|   | Японія         | 3 | 3 | 0 | 0 | 20 | 8  | +12 | 6 |
|   | Казахстан      | 3 | 2 | 0 | 1 | 15 | 11 | +4  | 4 |
|   | Південна Корея | 3 | 1 | 0 | 2 | 18 | 15 | +3  | 2 |
| 4 | КНР            | 3 | 0 | 0 | 3 | 7  | 26 | -19 | 0 |

Фейр-Плей здобула збірна Південної Кореї.

## Результати
- Південна Корея 10 – 4  КНР
- Казахстан 2 – 6  Японія
- Японія 10 – 3  КНР
- Південна Корея 5 – 7  Казахстан
- Південна Корея 3 – 4  Японія
- Казахстан 6 – 0  КНР